# Helena Bohman
Helena Catharina "Lena Cajsa" Bohman, född 1730, död efter 1781, var en svensk prostituerad. Hon ställdes 1747 inför rätta i Stockholm, och hennes mål, som på sin tid tilldrog sig en del uppmärksamhet, betraktas som ett viktigt rättsfall som belyser prostitutionen och dess mekanismer i frihetstidens Stockholm.

## Bakgrund
Helena Bohman var dotter till snickarmästaren Anders Bohman och dennes maka Maria Holmdahl. Hemmet beskrivs som relativt välbeställt.
Bohman åtalades inför Södra förstadens kämnärsrätt 30 juni 1747 för respektlöshet mot sina föräldrar, anmäld av sin far. Hon hade sagt emot sina föräldrar, varit hotfull och vistats ute om nätterna. Fadern hävdade att hon sedan pingst förde ett sedeslöst liv med en jungfru von Plat, att hennes föräldrar inte längre kunde kontrollera henne, och anhöll om att hon skulle bli häktad för att förstå vikten av att lyda sina föräldrar. Vid denna tid var det mot lagen att trotsa föräldraauktoriteten, särskilt som Bohman var sjutton år gammal och omyndig.

## Rättsfallet
Bohman nekade initialt: hon hävdade att hon hade besökt von Plat för att denna lovat henne en tjänst hos baron von Kurck, och att hon inte menat stanna ute hela natten utan helt enkelt blivit utelåst. Fadern svarade att hon i så fall inte hade bultat på porten, att hon hade uppfört sig hotfullt då föräldrarna försökt hindra henne att gå ut till von Plat, som väntat på henne på gatan utanför.
Efter att ha fått tillbringa några dagar i häkte, avgav Bohman den 3 juli ett annat vittnesmål. Tillsammans med sin fars gesäll Fyrlo, som hade fått faderns tillstånd att eskortera henne till en konsert på slottet, hade Helena Bohman i stället utan lov besökt en krog på Svartmangatan i Gamla stan. Där hade hon mött Lovisa von Plat, och bett henne ordna en tjänst åt henne, och von Plat hade då bett henne att följa med henne hem till hennes bostad.  Hemma hos von Plat hade de mött baron von Ungern-Sternberg och kammarherren baron Gustaf Palmfelt, som gett von Plat bud på franska om att köpa sexuella tjänster av Bohman.  Palmfelt hade vunnit budgivningen och sedan haft samlag med Bohman bakom en skärm, medan von Plat tog hela betalningen.
I fortsättningen ingick Bohman i Lovisa von Plats grupp prostituerade.  Hon följde von Plat till pigbaler (snarare horbaler) på krogar och Djurgården för att möta kunder, och även till kunders hem: vid ett tillfälle hade hon till exempel följt med von Plat till greve Carl Fredrik von Liewens hus, där de festat med Liewen, löjtnant Anrep vid artilleriet och baron Palmfelt, tills de dock hade slängts ut av Liewens yngre bror, som hade misstyckt.
von Plat sände bud till henne med sin piga Eva Hardner, med hallrättsbetjänten Christian eller en "hustru Rankstedt" (Catharina Rankstedt). 
Helena Bohman uppgav att en stor del män var gäster hos Lovisa von Plat, bland dem adliga officerare, tjänstemän, bokhållare hos rika handelsmän, och utan att använda ett inkognito. Hon räknade upp Kurck, majoren vid Smålands regemente, Baron von Ungern-Sternberg, baron Palmfelt "som hafwer sitt hus wed Skeppsbroen", ryttmästare Enhielm, kaptenerna Laurin och Stålhammar samt en "greve Wrangel" och "herr Trotzig", som en gång kommit slagsmål utanför von Plats hem. Lovisa von Plat brukade enligt Bohman som regel ta hela, eller i varje fall nästan hela betalningen: av Palmfelt hade hon till exempel fått 18 daler, av vilka von Plat behållit 12. Bohman förvånade rätten genom sin likgiltighet efter betalning för prostitutionen: hon nekade till att Lovisa von Plat hade lovat henne någon annan betalning än att ge henne "någon doceur" om hon höll tyst om det hela inför sina föräldrar, och uppgav sig vara nöjd med det. Bohmans far vittnade om att Palmfelt en dag hade varit i hans verkstad för att beställa speglar, och då hade viskat något till hans dotter.
Lovisa von Plat kallades in och underkastades förhör. Hon uppgav sig vara "några och trettio år" gammal, dotter till en underofficer von Plat vid Livgardet, som ursprungligen kom från Dresden, som försörjde sig på att tvätta och sy: hon uppgav att hon bara hade träffat Bohman för att skaffa en tjänst åt henne, att männen hade besökt henne i hennes egenskap av sömmerska.
Bohmans uppgifter växte till ett uppmärksammat rättsmål som orsakade skandal och drog in flera personer i målet som växte till en härva under sommaren. Den 6 juli vägrade von Plat att infinna sig, men den 9 juli vittnade Bohman mot von Plat, som då tvingats närvara. Hon namngav flera andra av von Plats "jungfrur". Hon sade att hon en gång i sällskap med "Lilla Stina vid Baggensgatan" hade besökt "hustru Buckner" (Anna Stina Buckner), en ökänd kopplare på Drottninggatan, men blivit utslängd för att Buckner var von Plats rival och hade identifierat Bohman som en av von Plats anställda. von Plat förnekade allt.     
Den 13 juli vittnade en mängd kvinnor, men utan att lämna några avgörande uppgifter. Ett brev från Bohman lades fram där hon bad von Plat befria henne från föräldrarnas illa behandling, med ett harmlöst svarsbrev från von Plat: Bohman uppgav dock att dessa två brev hade skrivit med avsikt att just framvisas för rätten vid behov. Ett annat och mer komprometterande meddelande från Lovisa von Plat hade hittats, där hon kallade på Kommissarien Robsuluns hushållerska Catharina Thun, en piga och "skitgreta", som alla uppenbarligen brukade anlitas av hennes som prostituerade, för att betjäna kunder:
Ma chere seur
Ma chere seur, war nu så god och kom till mig i afton klåckan
11 då dig lägligast lärer wara, och tag med dig syster Maja som
tiena hos Fru Schantz, ty i afton kommer några honetta Cavaillerer
till mig, som intet äro rädda om plåten och ducaten, utan wij
på det bästa kan blifwa förnögde. Om du råkar skitgreta så lät
denne föllja med, konan sir nog bra ut, je me recomende
Ma chere seur
L. von Plat
Då Lovisa von Plat ombeds att ge skriftprov, överensstämde inte hennes handstil med den på meddelandet. Lovisa von Plat uteblev sedan från förhör. Stockholms vice häradshövding Jakob Åkerhielm gick i god för henne, och baron Gabriel Fredrik Kurck von Kurck gav både henne och hennes prostituerade alibi genom att lista dem som tvätterskor och sömmerskor. Den 23 september uppgavs Lovisa von Plat ha lämnat staden och gömt sig på en oidentifierad prästgård på landet. Den 2 oktober avslutades målet eftersom det avgjordes att det låg utanför södra kämnärsrättens jurisdiktion eftersom både Bohman och von Plat var bosatta i staden. Det är inte känt hur målet slutade eftersom dokumentationen är försvunnen, men eftersom varken von Plat eller Bohman förekommer i några fånglistor, antas de antingen ha frikänts eller endast blivit bötfällda.
Senare samma år, 1747, stämde Helena Bohmans far en man vid namn Michael Celsén för att ha försökt köpa sex av dottern, men även här saknas dokument om hur fallet slutade.

## Senare liv
Helena Bohman gifte sig 1750 med adelsmannen Sven Göran Hasenkampff (född 1728 i Allerum, död okänt år Ryssland). Paret fick två barn, varav ett, sonen Didrik Georg (född 1753, död okänt år efter 1778), uppnådde vuxen ålder, 1774 gifte sig med sin farbrors frus systerdotter Eva Charlotta Aminof, gjorde svensk militär karriär 1765–1778, innan han rymde ur riket till Ryssland med sin halvsyster som han gifte sig med.
Den 24 maj 1750 ställdes paret inför rätta stämda av sin hyresvärd Lewin för utebliven hyra och högljutt festande och för att Bohman hotat Lewins maka med stryk. Paret emigrerade 1753 till Ryssland där maken 1757 var anställd vid Moskowska regementet. Han arrenderade sedan kronogodset Arrohof i Livland.
Bohman och Hasenkampf uppgives senare ha blivit skilda, och han gifte någon gång före år 1761 om sig med en Helena Juliana von Nieroth, med vilken han fick sju barn mellan 1761 och 1777. Helena Bohman hävdade dock ännu 1781 i en skriftlig inlaga att hon och maken aldrig blivit skilda.
År 1780 bodde Helena Bohman åter i Stockholm, på Baggensgatan under namnet Magdalena Hasenkampff med sin son, den separerade överjägmästaren och riddaren D G Hasenkampf, och sin två sondöttrar. Hon kallade sig änka och livnärde sig på att hålla spiskvarter, det vill säga hyra ut rum efter ett tillstånd från föregående år. Året därpå, 1781, nämns att hon fått sina ägodelar konfiskerade av sin hyresvärd och kastats ut från det rum hon hyrt. Det är den sista uppgiften om henne.